# Пять центов с изображением индейца
5 центов с изображением индейца — медно-никелевые монеты США номиналом 5 центов, чеканились с 1913 по 1938 годы. Имеют несколько разновидностей. За всё время было отчеканено более 1,2 млрд. монет.

## История

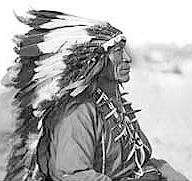
Вождь племени сиу — модель для изображения индейца на аверсе монеты

5 центов с изображением индейца впервые были отчеканены в 1913 году. В это время происходила замена монет предыдущего образца, гравёром которых был Чарльз Барбер. 
Скульптор Джеймс Фрейзер подготовил дизайн монеты. Моделями для изображения индейца стали 3 коренных жителя американского континента: вожди племён сиу, кайова и шайеннов.
Монета имеет несколько типов. Они различаются дизайном реверса. На монетах первого типа бизон стоит на холме, на котором обозначен номинал монеты. На монетах второго типа бизон стоит на подставке, под которой написано «FIVE CENTS». Под надписью может располагаться небольшая буква «D» или «S», которая свидетельствует о выпуске монеты в Денвере или Сан-Франциско.
Под датой на аверсе можно различить небольшую букву «F», которая представляет монограмму гравёра Фрейзера.
С 2006 года в США выпускается золотая инвестиционная монета Буффало, оформление которой практически полностью повторяет данную монету в 5 центов.

## Тираж
| Год                        | Отчеканено в Филадельфии            | Отчеканено в Денвере | Отчеканено в Сан-Франциско |
| -------------------------- | ----------------------------------- | -------------------- | -------------------------- |
| 1913 (I тип) 1913 (II тип) | 30 992 000 (1520) 29 857 186 (1514) | 5 337 000 4 156 000  | 2 105 000 1 209 000        |
| 1914                       | 20 664 463 (1275)                   | 3 912 000            | 3 470 000                  |
| 1915                       | 20 986 220 (1050)                   | 7 569 000            | 1 505 000                  |
| 1916                       | 63 497 466 (600)                    | 13 333 000           | 11 860 000                 |
| 1917                       | 51 424 019                          | 9 910 000            | 4 193 000                  |
| 1918                       | 32 086 314                          | 8 362 000            | 4 882 000                  |
| 1919                       | 60 868 000                          | 8 006 000            | 7 521 000                  |
| 1920                       | 63 093 000                          | 9 418 000            | 9 689 000                  |
| 1921                       | 10 663 000                          |                      | 1 557 000                  |
| 1923                       | 35 715 000                          |                      | 6 142 000                  |
| 1924                       | 21 620 000                          | 5 258 000            | 1 437 000                  |
| 1925                       | 35 565 100                          | 4 450 000            | 6 256 000                  |
| 1926                       | 44 693 000                          | 5 638 000            | 970 000                    |
| 1927                       | 37 981 000                          | 5 730 000            | 3 430 000                  |
| 1928                       | 23 411 000                          | 6 436 000            | 6 936 000                  |
| 1929                       | 36 446 000                          | 8 370 000            | 7 754 000                  |
| 1930                       | 22 849 000                          |                      | 5 435 000                  |
| 1931                       |                                     |                      | 1 200 000                  |
| 1934                       | 20 213 003                          | 7 480 000            |                            |
| 1935                       | 58 264 000                          | 12 092 000           | 10 300 000                 |
| 1936                       | 118 997 000 (4420)                  | 24 814 000           | 14 930 000                 |
| 1937                       | 79 480 000 (5769)                   | 17 826 000           | 5 635 000                  |
| 1938                       |                                     | 7 020 000            |                            |

(в скобках обозначено количество монет качества пруф).
Суммарный тираж монеты составляет более 1 миллиарда 200 миллионов экземпляров.